# Мохамед, Абдиазиз Хасан
Абдиазиз Хасан Мохамед «Лафтагарин» (сомал. Cabdicasiis Xasan Maxamed "Lafta Gareen"; род. 1970, Луук, Гедо) — сомалийский политический деятель. Президент Юго-Западного Сомали с 19 декабря 2018 года.

## Биография
Родился в 1970 году в небольшом городе Луук, провинция Гедо.
Закончил начальную и среднюю школу в Лууке, там же работал школьным учителем. Учился в Университете Могадишо.

#### Политическая карьера
До того как стать президентом региона, Мохамед занимал различные посты в предыдущих правительствах. В 2007 году он был заместителем генерального директора порта Могадишо. В 2008 году Лафтагарин стал министром труда и социальных дел в правительстве премьер-министра Нура Адде. В 2009 году он стал министром транспорта и морских дел в правительстве Омара Абдирашида Али Шермарка. В том же правительстве в 2010 году Мохамед стал министром животноводства. В правительстве премьер-министра Мохамеда Абдуллахи Фармаджо он стал государственным министром почты, телекоммуникаций и информации. В правительстве Абдивели Шейха Ахмеда Абдиазиз Хасан работал заместителем министра рыболовства. В правительстве премьер-министра Хасана Али Хайре он стал государственным министром торговли, затем министром энергетики и водных ресурсов.

#### Президент Юго-Западного Сомали
В 2018 году Абдиазиз Хасан Мохамед победил на президентских выборах в Юго-Западном Сомали, получив 101 голос, в то время как следующий кандидат Аден Мохамед Нур Сарансор получил 22 голоса.
В 2019 году Лафтагарин назначил комитет по вопросам безопасности.

#### Личная жизнь
Имеет жену и трое детей.